# Raión de Masty
Mastý (en bielorruso: Мастоўскі раён) es un raión o distrito de Bielorrusia, en la provincia (óblast) de Goradnia. Su capital es Mastý.
Comprende una superficie de 1341 km².

## Demografía
Según estimación 2010 contaba con una población total de 33883 habitantes.

## Subdivisiones
Comprende la ciudad subdistrital de Mastý y 6 consejos rurales:
- Hudzievičy
- Dubna
- Kurýlavichy
- Lunna
- Mastý Právyya
- Leski